# Conclave del 1404
Il conclave del 1404 venne convocato a seguito della morte del papa Bonifacio IX e si concluse con l'elezione del papa Innocenzo VII.

## Situazione generale
Fu uno dei conclavi del periodo del Grande Scisma d'Occidente.
Diversi ecclesiastici e laici esortarono i cardinali romani a non eleggere il successore di papa Bonifacio IX e di riconoscere Benedetto XIII di Avignone come papa o, almeno, di aspettare la sua morte e solo poi di eleggere il nuovo papa.
Tra i sostenitori di questo punto di vista ci fu il cardinale protodiacono Ludovico Fieschi che non partecipò al conclave e più tardi non ne riconobbe il suo risultato.
Nonostante ciò, nove cardinali presenti a Roma entrarono in Conclave il 10 ottobre. Inizialmente sottoscrissero la capitolazione del conclave, che obbligava gli elettori a fare tutto ciò che era possibile (compresa l'abdicazione) per ristabilire l'unità della Chiesa. Dopo sette giorni di deliberazioni il cardinale camerlengo Cosimo de' Migliorati fu eletto papa all'unanimità prendendo il nome di Innocenzo VII. Cinque giorni dopo il cardinal Fieschi abbandonò ufficialmente l'obbedienza romana e riconobbe Benedetto XIII di Avignone come vero papa, così il rito dell'incoronazione papale dell'11 novembre fu eseguito dal nuovo cardinale protodiacono Landolfo Maramaldo.

## Collegio cardinalizio all'epoca del conclave

### Presenti in conclave
| Nome                                   | Paese                 | Titolo                                                     | Ruolo                                                                                            | Nascita    | Concistoro | Creato da         |
| -------------------------------------- | --------------------- | ---------------------------------------------------------- | ------------------------------------------------------------------------------------------------ | ---------- | ---------- | ----------------- |
| Angelo Acciaiuoli                      | Repubblica di Firenze | Cardinale vescovo di Ostia e Velletri                      | Decano del Collegio cardinalizio                                                                 | 1340       | 17/12/1384 | papa Urbano VI    |
| Francesco Carbone, O.Cist.             | Regno di Napoli       | Cardinale vescovo di Sabina                                | Penitenziere Maggiore; Arciprete della Basilica di San Giovanni in Laterano                      | 1350 circa | 17/12/1384 | papa Urbano VI    |
| Angelo d'Anna de Sommariva, O.S.B.Cam. | Ducato di Milano      | Cardinale presbitero di Santa Pudenziana                   |                                                                                                  | 1340 circa | 17/12/1384 | papa Urbano VI    |
| Enrico Minutolo                        | Regno di Napoli       | Cardinale presbitero di Sant'Anastasia                     | Camerlengo del Collegio cardinalizio; Arciprete della Basilica Liberiana di Santa Maria Maggiore | 1350 circa | 18/12/1389 | papa Bonifacio IX |
| Cosimo de' Migliorati                  | Regno di Napoli       | Cardinale presbitero di Santa Croce in Gerusalemme         | Camerlengo di Santa Romana Chiesa                                                                | 1336 circa | 18/12/1389 | papa Bonifacio IX |
| Cristoforo Maroni                      | Stato Pontificio      | Cardinale presbitero di San Ciriaco alle Terme Diocleziane | Arciprete della Basilica di San Pietro in Vaticano                                               | 1350 circa | 18/12/1389 | papa Bonifacio IX |
| Antonio Caetani                        | Stato Pontificio      | Cardinale presbitero di Santa Cecilia                      | Patriarca emerito di Aquileia                                                                    | 1360 circa | 27/02/1402 | papa Bonifacio IX |
| Landolfo Maramaldo                     | Regno di Napoli       | Cardinale diacono di San Nicola in Carcere                 | Cardinale protodiacono                                                                           | 1350/1355  | 21/12/1381 | papa Urbano VI    |
| Rinaldo Brancaccio                     | Regno di Napoli       | Cardinale diacono di San Vito in Macello Martire           |                                                                                                  | 1350/1360  | 17/12/1384 | papa Urbano VI    |

### Assenti in conclave
| Nome              | Paese                | Titolo                                    | Ruolo                                                        | Nascita    | Concistoro | Creato da         |
| ----------------- | -------------------- | ----------------------------------------- | ------------------------------------------------------------ | ---------- | ---------- | ----------------- |
| Bálint Alsáni     | Regno d'Ungheria     | Cardinale presbitero di Santa Sabina      | Amministratore apostolico di Pécs; Cardinale protopresbitero | 1330 circa | 17/12/1384 | papa Urbano VI    |
| Ludovico Fieschi  | Repubblica di Genova | Cardinale diacono di Sant'Adriano al Foro | Amministratore apostolico di Vercelli                        | 1350 circa | 17/12/1384 | papa Urbano VI    |
| Baldassarre Cossa | Regno di Napoli      | Cardinale diacono di Sant'Eustachio       | Legato apostolico di Bologna                                 | 1370 circa | 27/02/1402 | papa Bonifacio IX |